# Pita Sharples

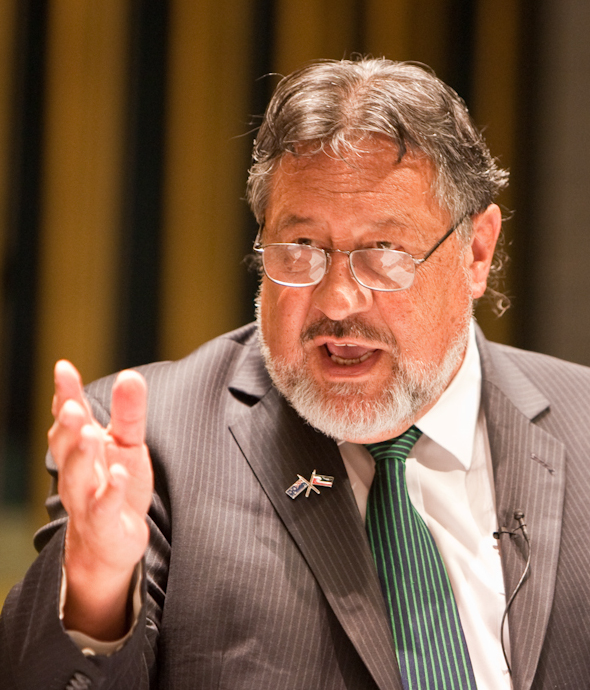
Pita Sharples

Sir Pita Russell Sharples, KNZM, CBE, (* 20. Juli 1941 in Waipawa, Hawke’s Bay) ist ein neuseeländischer Politiker und seit 2004 einer der Co-Leader der Māori Party.

## Leben
Pita Sharples wurde am 20. Juli 1941 in Waipawa, Hawke’s Bay geboren. Er bezeichnet sich selbst dem Iwi Ngai Te Kikiri o te Rangi, einem Zweig der Ngāti Kahungunu, angehörig. Sharples lebt 20 km westlich von Waipukurau in Takapau. Er ist verheiratet und hat fünf Kinder.

### Studium
Sharples besuchte von 1946 bis 1952 die Primary School in Takapau, wechselte 1954 zur District High School in Waipukurau, gefolgt vom Te Aute College in Pukehou, Hawke’s Bay im Jahr 1957 und seinem Abschluss dort 1960.
Er studierte von 1961 bis 1966 Geografie und Anthropologie an der University of Auckland und schloss dies mit einem Bachelor of Arts ab. Sein Diplom als Lehrer erhielt er nach Abschluss des Studiums an dem Auckland Post Primary Teacher's College, welches von 1963 bis 1966 dauerte. Es folgten der Master in Anthropologie 1968 und der Doktortitel 1976 in Anthropologie und Linguistik, jeweils an der University of Auckland erlangt.

### Berufliche Karriere
Beruflich war Sharples 1965 am Lynfield College in Auckland als Lehrer tätig, folgte von 1966 bis 1969 dem Angebot als Dozent an dem Department of Anthropology der University of Auckland zu lehren. 1972 übernahm er den Posten des Chief Executive Officer (CEO) des Office of the Race Relations Conciliator und wechselte von 1981 bis 1990 in das Department of Māori Affairs, an dem er Director of Culture wurde.
Zu den Commonwealth Games 1990 in Neuseeland zeichnete er von 1989 bis 1990 als Direktor des Māori Programms verantwortlich. 1991 wurde er jeweils Consultant des Department of Justice, gefolgt vom Ministry of Education 1992, Ministry of Health 1993 und für das Sky City Casino Project in den Jahren 1993 bis 1996.
Von 1997 bis 2000 war er an dem International Institute for Research into Indigenous and Maori Education tätig und übernahm zeitgleich eine Gastprofessur an der School of Education an der University of Auckland und 1998 für ein Jahr an dem International Research Institute for Maori and Indigenous Education der Faculty of Arts an der University of Auckland. 2001 folgte für ein Jahr nebenberuflich eine Professur an der Unitec Institute of Technology in Auckland. 2003 wurde er Direktor der Arapita Ltd und 2005 der Paerangi Ltd, Positionen, die er aktuell noch innehat.

### Politische Karriere
Mit Gründung der Māori Party im Juli 2004 wurde Pita Sharples neben Tariana Turia zum gleichberechtigten Vorsitzenden der Partei gewählt.
Nachdem die Māori Party in den Parlamentswahlen 2008 ihre Sitze auf fünf erhöhen konnte, machte der gewählte Premierminister John Key von der National Party der Māori Party ein Angebot zur Regierungsbeteiligung. Die Māori Party nahm trotz erheblicher Vorbehalte und Bedenken das Angebot an, lehnte aber eine Kabinettsbeteiligung ihrer Minister ab.
Pita Sharples wurde Minister of Māori Affairs, assoziierter Minister of Education und assoziierter Minister of Corrections. Sein Wahlkreis ist das Māori Electorate Tāmaki Makaurau, das Teile von Waitakere City und Manukau City des Auckland Councils umfasst. Sharples gewann diesen Wahlkreis erstmals im Jahr 2005 und deklassierte mit einem Stimmenanteil von 52,35 % den damaligen Wahlkreisinhaber John Tamihere von der Labour Party (9,44 %). 2008 konnte Sharples seinen Stimmenanteil sogar auf 65,98 % erhöhen.

### Auszeichnungen
1990 bekam Sharples für seine Verdienste um das Bildungssystem Neuseelands den CBE des Order of the British Empire.